# لاله بیشه‌زار
لالهٔ بیشه‌زار (نام علمی: Tulipa biebersteiniana) نام یکی از گونه‌های سردهٔ لاله است. این گیاه در حدود ۲۵ سانتیمتر ارتفاع دارد و گل‌های آن زرد رنگ و از خارج سه قطعه خارجی گل پوش دارای خطوط سبز متمایل به بنفش است همچنین غنچهٔ واژگون واقع بر روی یک دمگل بلند، وجه تمایز این گونه به شمار می‌رود. این گونه بطور کلی در قسمت‌های بالای جنگل سمت شمالی سلسله جبال البرز می‌روید ولی در بعضی از دره‌های داخلی نیز دیده شده است و به نظر می‌رسد که لالهٔ نسبتاً کمیابی باشد. گونهٔ دیگری به نام لاله ارومیه در شمال دریاچه ارومیه شرح داده شده‌است که شبیه به گونهٔ فوق ولی کوچکتر بوده و دارای چند گل بر روی یک ساقه می‌باشد و قطعات گل پوش آن نیز در سمت خارج قهوه‌ای‌تر است. این گیاه در حال حاضر یکی از گونه‌های کاملاً متداول پرورش یافته در اروپا می‌باشد ولی هرگز بطور مجدد در ایران و منطقهٔ رویشی خود جمع‌آوری نگردیده و بر همین اساس اطلاعات در مورد حالت خودروی آن کم است.